# No-log

Logo de No-log

No-log est un service d'accès à internet par modem RTC proposé par l'association Globenet, à l'initiative de Valentin Lacambre, Erick Aubourg et Benjamin Sonntag.
Le service No-log est né en février 2002 en réaction contre la loi sur l'économie numérique pour protéger la vie privée sur Internet. No-log ne demande aucune information personnelle (nom, prénom, adresse) pour la création d'un compte. Tous les services proposés sont gratuits mais restreints (étant donné l'anonymat). L'accès à internet est accompagné d'un service de courrier électronique qui respecte les mêmes impératifs de conservation minimale des données personnelles.
Ces deux services étant gratuits, No-log est principalement utilisé en tant que fournisseur de messagerie électronique. Conséquence du fonctionnement bénévole, les interruptions de service ne sont pas traitées aussi rapidement que chez les FAI commerciaux.
En septembre 2006, No-log comptait :
- 50 000 comptes ;
- 10 000 comptes de messagerie utilisés chaque jour ;
- 5 000 heures d’accès à internet par mois.

Il n'est plus possible de créer d'adresse de messagerie no-log depuis le début de l'année 2008, le serveur étant saturé (70 000 comptes en janvier 2008). Par ailleurs, le service d'accès à Internet par modem RTC, dont le système de reversement des minutes consommées finançait la partie email, ne suffisant plus, no-log fait depuis appel au financement de ses utilisateurs.
Enfin, il est notable que le choix ait été fait de baser ses services sur des logiciels libres pour des raisons de « sécurité, confiance et fiabilité dans le temps ».